# 布萊登·格里尼

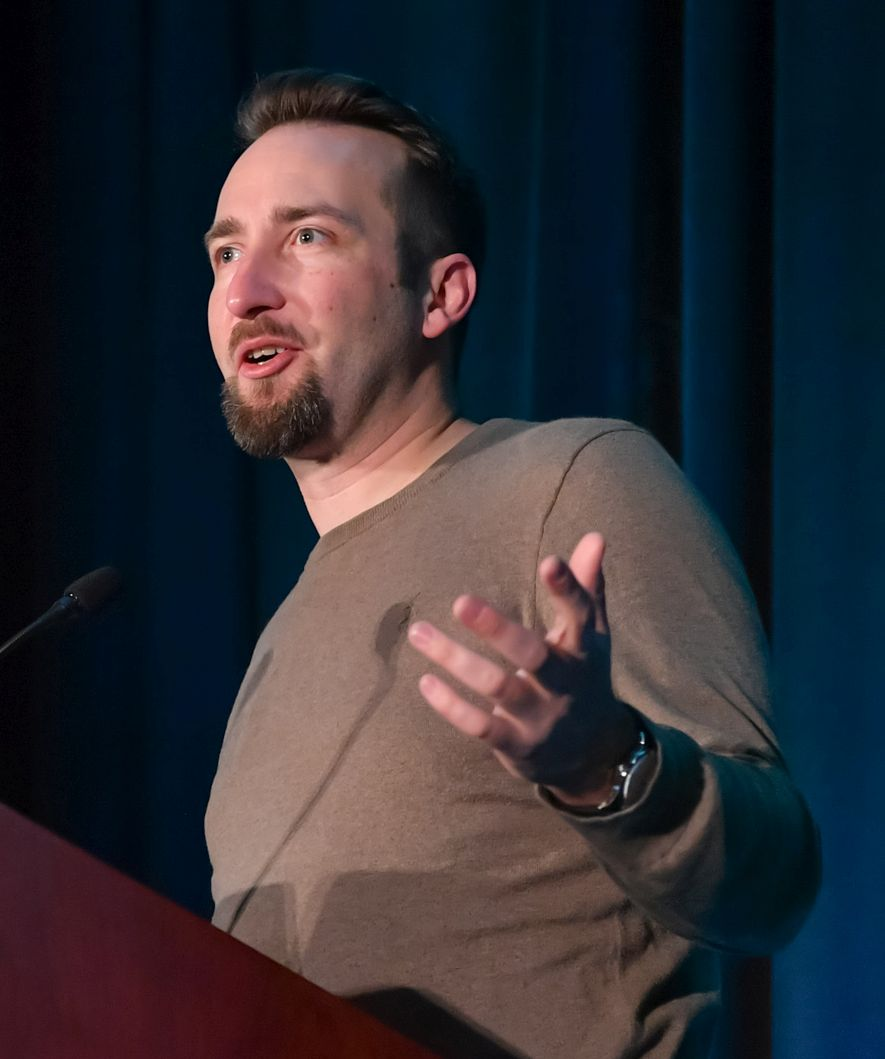
2018年的布蘭登·格林

布萊登·格林（英語：Brendan Greene，1976年3月29日—），外號PlayerUnknown，是一名爱尔兰电子游戏设计师和开发者，他作為首席设计师於韩国游戏公司蓝洞工作室开发的第三人称射击大逃杀类游戏—《绝地求生》於2017年發布後引發全球熱潮，使類似玩法遊戲競相出現，因此他被認定為此一類型遊戲的開創者。
2019年3月，格林宣布他將退出《绝地求生》的開發團隊，並將焦點轉向PUBG Productions/PUBG Special Projects。

## 生平
2021年8月，格里尼宣布他正式離開魁匠團（藍洞母公司），但會繼續待在PlayerUnknown Productions。他表示工作室未來不會製作大逃殺類型的遊戲，而是做更多試驗。新工作室將繼續製作《Prologue》。

## 外部連結
- 布萊登·格里尼的X（前Twitter）